# Nyctemera gratia
Nyctemera gratia är en fjärilsart som beskrevs av Schultze 1910. Nyctemera gratia ingår i släktet Nyctemera och familjen björnspinnare. Inga underarter finns listade i Catalogue of Life.